# Інститут богословських наук Непорочної Діви Марії
Інститут богословських наук Непорочної Діви Марії — вищий навчальний заклад Кам'янець-Подільської дієцезії Римо-Католицької Церкви. Інстит передусім призначений формації мирян для служіння у різних церковних середовищах. Вивчення богослов'я відбувається у чотирьох спеціалізаціях, які охоплюють катехизацію, працю з сім'ями, засоби масової комунікації й сакральну музику.

## Історія
Інституту розвинувся з катехитичних курсів (1992—1997 рр.) започаткуваних єп. Ян Ольшанський (1919—2003) для мирян у приміщенні Вищої Духовної Семінарії Святого Духа в Городку. 30 липня 1997 року катехитичні курси стали спочатку Богословсько-Катехитичним Інститутом, а згодом Інститутом Релігійних Наук, де студенти вивчали богослов'я у чотирьох спеціалізаціях: катехитично-педагогічна, подружньо-сімейна, музично-літургійна і суспільні комунікації. Першим ректором було призначено о. Андрія Мацьонга (1997—2007), який у 1998 році зумів підписати умову про співпрацю із Папським Латеранським Університетом у Римі. З 2012 року Інститут Богословських Наук Непорочної Діви співпрацює з Люблінським Католицьким Університетом Йоана Павла ІІ.

## Ректори
- о. Андрій Мацьонг (1997—2007)
- о. Владислав Зарічний (2007—2012)
- о. Віктор Білоус (2012—2018)
- о. Олег Жарук (з 2018)